# Лауритсала
Лауритсала (фин. Lauritsala) — район города Лаппеэнранта. До 1 января 1967 года — отдельный посёлок, обслуживающий судоверфи. Конечный пункт Сайменского канала перед входом в озеро Сайма, перевалочный терминал. Железнодорожная станция.

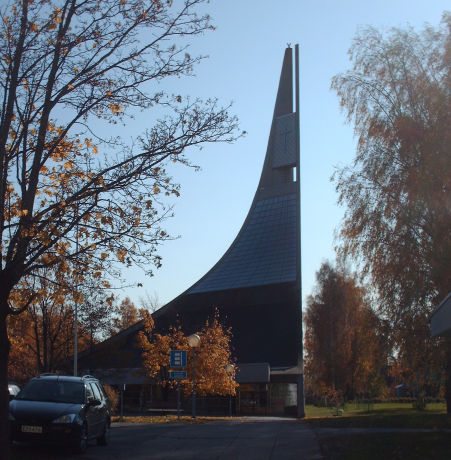
Церковь в Лауритсала

## География
Район располагается к востоку от центра Лаппеэнранты. Ограничен с севера озером Сайма, с востока — Сайменским каналом, с юга — железной дорогой, с запада — улицами Hyötiöntie и Saimaankatu.

## Достопримечательности
- Евангелическо-лютеранская деревянная церковь необычной архитектуры (построена в 1969 году, адрес — Kauppalankatu 1)[1].
- Одноимённая усадьба.

## Персоны
В Лауритсала родились:
- Теуво Кохонен — учёный в области кибернетики, почётный академик Академии наук Финляндии.

## Комментарии
1. ↑  Современный район Лауритсала охватывает только центральную часть бывшего посёлка.